# MS Brilliance of the Seas
MS Brilliance of the Seas – to statek pasażerski.

## Wyposażenie statku
Na pokładzie MS Brilliance of the Seas znajdują się m.in.:
- ścianka wspinaczkowa[2]
- 3 baseny[2]
- 3 jacuzzi[2]
- pole golfowe
- boisko do koszykówki
- kasyno Royal[2]
- restauracje
- bary
- SPA[2]
- centrum fitness
- biblioteka